# ألبرت جون هندرسون
ألبرت جون هندرسون (بالإنجليزية: Albert John Henderson)‏ هو محامي وقاضي أمريكي، ولد في 12 ديسمبر 1920 في كانتون في الولايات المتحدة، وتوفي في 11 مايو 1999 في ماريتا في الولايات المتحدة.